# Filip II. August
Filip II. August (francouzsky Philippe Auguste; 21. srpna 1165 Paříž – 14. července 1223 Nantes) byl francouzským králem (1180–1223) z dynastie Kapetovců, který přispěl ke sjednocení Francie a odstranění vlivu anglických panovníků na kontinentě. Během své vlády získal zpět velkou část anglického kontinentálního panství. Jeho zásluhou je také modernizace Paříže, kde se zasadil například o vybudování Louvru a dalších významných památek.

## Vláda

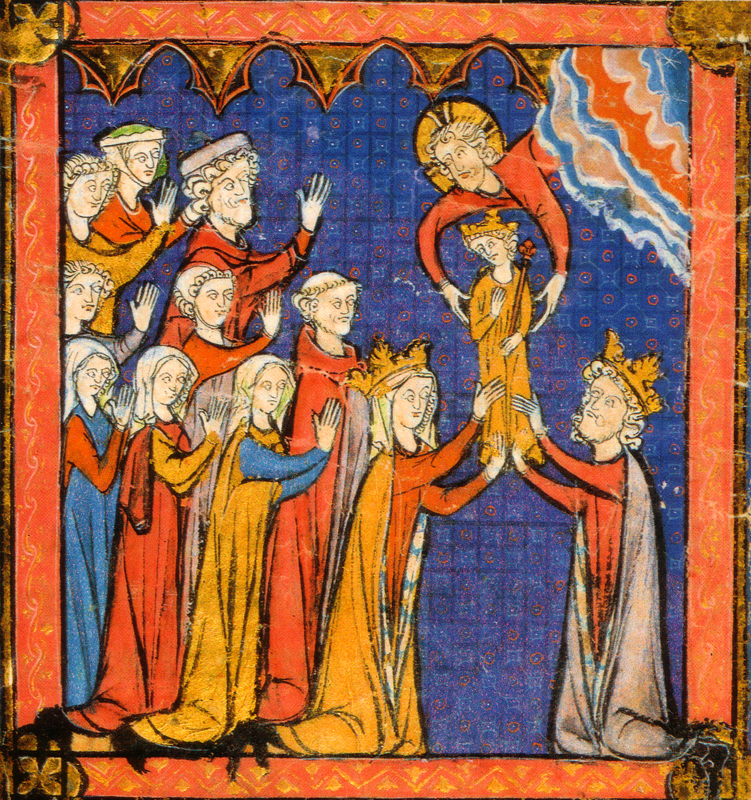
Narozený Filip jako Boží dar (středověká iluminace)

Král Ludvík VII. toužící po synovi potřeboval nutně ženu, která mu dá vytouženého následníka trůnu, a proto se již pět týdnů po smrti své druhé manželky Konstancie potřetí oženil s Adélou, sestrou hraběte Jindřicha I. ze Champagne. Příbuzenství bylo posíleno roku 1164, kdy se Marie, Ludvíkova dcera z manželství s Eleonorou Akvitánskou provdala za macešina bratra a ženich o osmnáct let starší než nevěsta se tak stal zároveň zetěm svého švagra krále.
Královo manželství s Adélou bylo požehnáno narozením syna 21. srpna 1165. Dlouze očekávaný Filip pojmenovaný po pradědečkovi se narodil po osmadvaceti letech od uzavření králova prvního manželství a z tohoto důvodu byl nazýván Božím darem. Ludvík VII. byl roku 1179 postižen záchvatem mrtvice, po kterém ochrnul a ztratil i způsobilost k vládě. Vliv získali bratři královny Adély a udrželi si jej až do dvorského sněmu, který se konal téhož roku a kde nemocný král se souhlasem pánů vyhlásil Filipovu korunovaci. Čtrnáctiletý mladíček se nečekaně rychle vymanil z vlivu strýců a Adéla po synově sňatku s Isabelou Henegavskou hledala oporu dokonce i u anglického krále Jindřicha II. Ludvík VII. zemřel o rok později a Adéla se stala vdovou.
Filip se hned na počátku vlády projevil jako obratný diplomat a chopil šance v podobě napjatých vztahů v Anglii. Chytrou manipulací se mu podařilo střídavě ovlivňovat syny anglického krále Jindřicha II. Plantageneta, které tak dostal pod svůj vliv. Podařilo se mu starého krále s pomocí jeho synů porazit, a tak ještě víc upevnil svou pozici.

## Třetí křížová výprava a vztah k Anglii

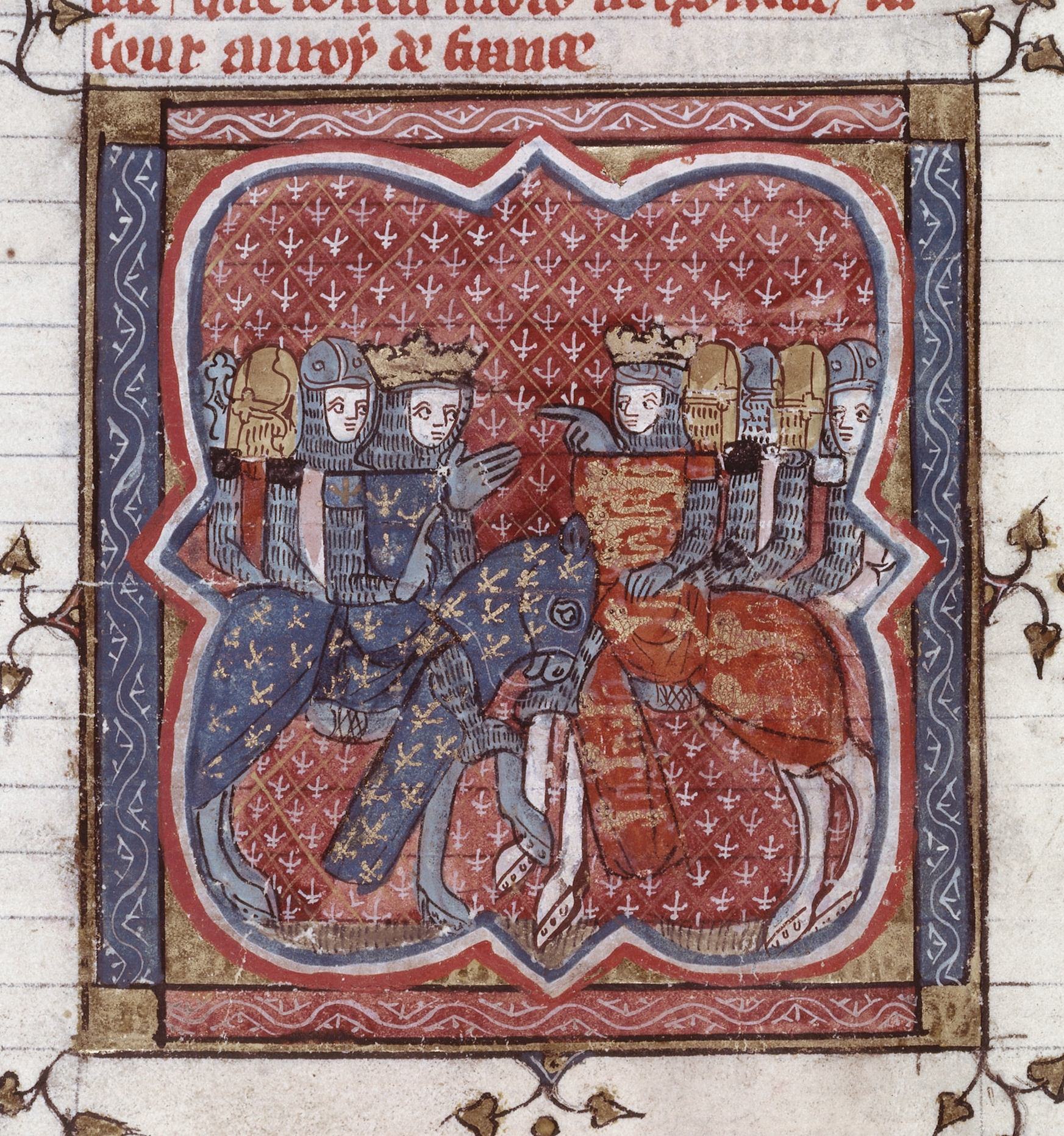
Filip August a Richard Lví srdce (středověká iluminace)

Roku 1190 i přes jisté neshody ustanovil čerstvě ovdovělý Filip svou matku a strýce Viléma, remešského arcibiskupa, do čela regentské rady po dobu své nepřítomnosti v zemi a společně s novým anglickým králem Richardem se zúčastnil třetí křížové výpravy.
| „                        | Vzal na sebe znamení svatého kříže, kterým byl náš pán ověšen a které mu bylo přišito na ramena, aby vysvobodil hrob a aby vytrpěl utrpení i námahu pro lásku našeho Pána. Vydal se s velkým vojskem do zámoří proti nepřátelům kříže a věrně a oddaně se snažil, až bylo město Akkon dobyto. | “ |
| — Kroniky ze Saint-Denis | |   |

4. července 1190, přesně tři roky po bitvě u Hattínu, vyrazili oba králové z Vézelay směrem na Lyon a poté přes Sicílii do Svaté země. Během výpravy se spory mezi impulzivním Richardem a klidným Filipem vyhrotily. Richard se zaplétal do mezinárodní politiky, čímž průběh tažení značně zpomaloval, a to Filip nehodlal tolerovat. Během obléhání Akkonu vážně onemocněl a na podzim roku 1191 se oproti předchozí úmluvě rozhodl odcestovat zpět do Evropy. Při návratu do vlasti si vypíchl oko.
Richard Lví srdce se při svém návratu do Anglie dostal do německého zajetí. Filip situace využil a spojil se s Janem Bezzemkem, který se snažil Anglii ovládnout a získat tak výhody v podobě diplomatických ústupků i územních zisků.
Když se Jan stal po Richardově smrti anglickým králem, Filip zahájil ještě silnější tlak a postupně oslaboval moc Anglie nejen na kontinentu, ale podněcoval i vnitřní konflikty, které nadále oslabovaly Janovu moc. Roku 1204 získal Normandii a roku 1206 už mu patřila většina anglického území v severní Francii. Tuto svou snahu završil roku 1214 v bitvě u Bouvines.
| „                                     | ... porazil Filip, král Francie, při bitvě krále Otu, hraběte z Flander, hraběte z Boulogne a několik dalších baronů | “ |
| — poznámka ze Žaltáře Ingeborg Dánské | |   |

Tím se Francie stala vůdčí zemí v Evropě a Filip II. August tak dokončil dílo, započaté jeho otcem.

## Osobnost krále

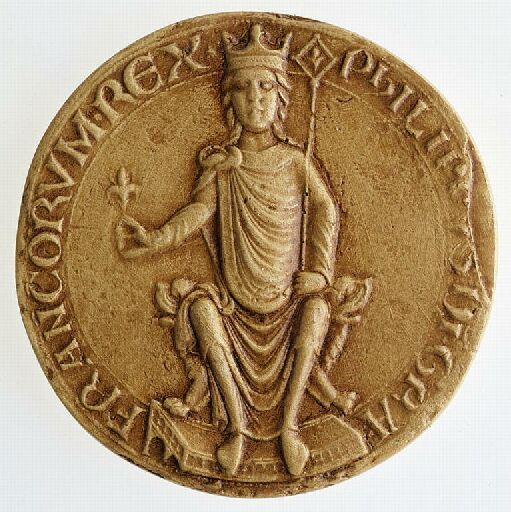
Filipova pečeť

Osobnost krále Filipa byla na svou dobu velmi netypická. Ačkoli se zúčastnil křížové výpravy, nikdy nebyl prototypem válečníka. Údajně se bál koní a nevynikal zvláštní silou. Jeho předností bylo ale logické myšlení a obratná diplomacie, díky které se šikovně pohyboval na šachovnici evropské politiky. Byl ale velmi rozhodný a pokud bylo třeba, dokázal se postavit i do čela vojska. Doboví kronikáři o něm mluvili jako o pohledném muži hezké postavy, veselé tváře, s pleší, brunátné pleti, který se rád napije a dobře nají.

## Manželství, potomci

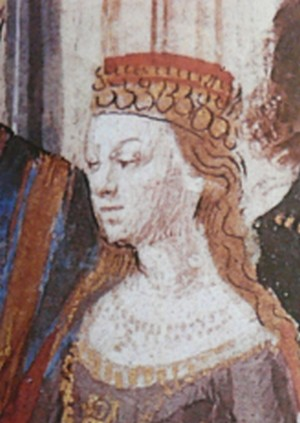
První Filipova manželka Isabela Henegavská

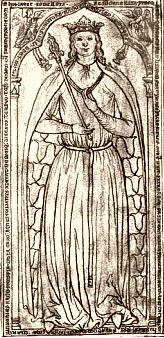
Druhá Filipova manželka Ingeborg Dánská

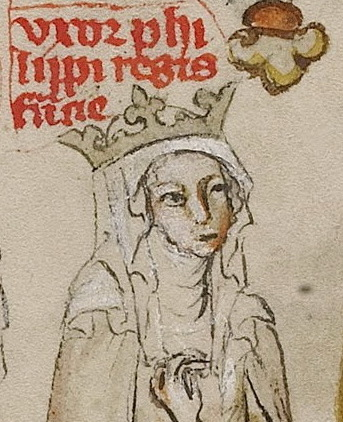
Třetí Filipova manželka Anežka Meránská

28. dubna 1180 se jako patnáctiletý oženil s desetiletou Isabelou, dcerou henegavského hraběte Balduina V. a Markéty, dcery Dětřicha Alsaského. Ta do manželství krom plavé krásy, jíž se vyznačoval její rod, přinesla hrabství Artois. Sňatek měl utužit Filipovo spojenectví s Isabeliným strýcem, flanderským hrabětem Filipem, které mělo být protiváhou proti dvorské klice královny Adély a jejích bratrů.Filipův otec téhož roku zemřel a mladí manželé usedli na královský trůn.
Roku 1187 se narodil syn Ludvík, o tři roky později Isabela ve dvaceti letech na následky těžkého porodu dalšího dítěte i s dítětem zemřela. Ovdovělý Filip se poté oženil ještě dvakrát.
Své postavení v boji proti Anglii se snažil posílit sňatkem s dánskou princeznou Ingeborg, dcerou Valdemara I., od kterého si sliboval námořní pomoc, ke které ale nikdy nedošlo. Tento sňatek uzavřený 15. srpna 1193 v Amiensu také způsobil obrovský skandál, když Filip svou ženu zapudil údajně ihned po svatební noci a usiloval o anulaci manželství. Ingeborg se ale odmítala vzdát postavení francouzské královny, za což ji Filip na několik let držel v domácím vězení.
I přesto, že papež Innocenc III. odmítl sňatek zrušit, oženil se Filip o tři roky později (1196)se znovu s Anežkou Meránskou , dcerou meránského hraběte Bertolda a jeho druhé choti Anežky z dynastie Wettinů, a v tomto svazku vytrval i přes církevní klatbu, která na něj byla uvalena. Interdikt přiměl Filipa k ochotě předložit celou věc koncilu, jehož verdikt přislíbil uznat. Koncil se konal v květnu 1201 v Soissons. Poté byla zpět ke dvoru povolána zapuzená Ingeborg a Anežka odešla na hrad v Poissy, kde při porodu syna Tristana v červenci 1201 zemřela. Z jejích tří dětí přežila dcera Marie a syn Filip Hurepel, které papež 2. listopadu 1201 uznal královými dědici.
Během mnoha let, co se snažil o anulaci manželství, používal Filip i prohlášení o impotenci způsobené magickými praktikami. Neschopnost pohlavního aktu pravděpodobně platila pouze pro styk s Ingeborg, protože se králi v rozmezí let 1205–1209 podařilo zplodit levobočka.

## Smrt
Filip II. zemřel na malárii v sedmapadesáti letech.
| „                        | V roce 1223 po Zjevení Páně zemřel na hradě v Mantes dobrý král Filip, velmi moudrý král vznešených ctností a velkolepých skutků, jehož pověst byla zářná, vláda slavná a účast v bitvách vítězná... | “ |
| — Kroniky ze Saint-Denis | |   |

Tělo zesnulého bylo převezeno do Paříže a se vší pompou pohřbeno v královské nekropoli v Saint-Denis a dokonce se po nějakou dobu uvažovalo o jeho možném svatořečení, což ztroskotalo na králově neuspořádaném manželském životě. Drahými kovy bohatě zdobený náhrobek neušel pozornosti několika kronikářů, kteří jej zmínili ve svém díle. Na svou velkolepost doplatil při anglické okupaci Francie v letech 1420 až 1435, kdy byl společně s náhrobky Ludvíka VIII. a Ludvíka IX. roztaven a zlato a stříbro použito k financování války.
Po králově smrti na krátkou dobu nastoupil na francouzský trůn jeho syn z prvního manželství s Isabelou Henegavskou Ludvík VIII. Na Filipovo silné postavení navázal až jeho vnuk, Ludvík IX. Svatý.

## Vývod z předků
|                  |                           |  |                       |                          |  |  |  |  |  |  |  | Jindřich I. Francouzský |
|                  |                           |  |                       |                          |  |  |  |  |  |  |  |                         |
|                  | Filip I. Francouzský      |  |                       |                          |  |  |  |  |  |  |  |                         |
|                  |                           |  |                       |                          |  |  |  |  |  |  |  |                         |
|                  |                           |  |                       | Anna Kyjevská            |  |  |  |  |  |  |  |                         |
|                  |                           |  |                       |                          |  |  |  |  |  |  |  |                         |
|                  | Ludvík VI. Francouzský    |  |                       |                          |  |  |  |  |  |  |  |                         |
|                  |                           |  |                       |                          |  |  |  |  |  |  |  |                         |
|                  |                           |  |                       | Floris I. Holandský      |  |  |  |  |  |  |  |                         |
|                  |                           |  |                       |                          |  |  |  |  |  |  |  |                         |
|                  | Berta Holandská           |  |                       |                          |  |  |  |  |  |  |  |                         |
|                  |                           |  |                       |                          |  |  |  |  |  |  |  |                         |
|                  |                           |  |                       | Gertruda Saská           |  |  |  |  |  |  |  |                         |
|                  |                           |  |                       |                          |  |  |  |  |  |  |  |                         |
|                  | Ludvík VII. Francouzský   |  |                       |                          |  |  |  |  |  |  |  |                         |
|                  |                           |  |                       |                          |  |  |  |  |  |  |  |                         |
|                  |                           |  |                       | Amadeus II. Savojský     |  |  |  |  |  |  |  |                         |
|                  |                           |  |                       |                          |  |  |  |  |  |  |  |                         |
|                  | Humbert II. Savojský      |  |                       |                          |  |  |  |  |  |  |  |                         |
|                  |                           |  |                       |                          |  |  |  |  |  |  |  |                         |
|                  |                           |  |                       | Jana Ženevská            |  |  |  |  |  |  |  |                         |
|                  |                           |  |                       |                          |  |  |  |  |  |  |  |                         |
|                  | Adéla z Maurienne         |  |                       |                          |  |  |  |  |  |  |  |                         |
|                  |                           |  |                       |                          |  |  |  |  |  |  |  |                         |
|                  |                           |  |                       | Vilém I. Burgundský      |  |  |  |  |  |  |  |                         |
|                  |                           |  |                       |                          |  |  |  |  |  |  |  |                         |
|                  | Gisela Burgundská         |  |                       |                          |  |  |  |  |  |  |  |                         |
|                  |                           |  |                       |                          |  |  |  |  |  |  |  |                         |
|                  |                           |  |                       | Štěpánka N. N.           |  |  |  |  |  |  |  |                         |
|                  |                           |  |                       |                          |  |  |  |  |  |  |  |                         |
| Filip II. August |                           |  |                       |                          |  |  |  |  |  |  |  |                         |
|                  |                           |  |                       |                          |  |  |  |  |  |  |  |                         |
|                  |                           |  | Theobald III. z Blois |                          |  |  |  |  |  |  |  |                         |
|                  |                           |  |                       |                          |  |  |  |  |  |  |  |                         |
|                  | Štěpán II. z Blois        |  |                       |                          |  |  |  |  |  |  |  |                         |
|                  |                           |  |                       |                          |  |  |  |  |  |  |  |                         |
|                  |                           |  |                       | Garsinda z Maine         |  |  |  |  |  |  |  |                         |
|                  |                           |  |                       |                          |  |  |  |  |  |  |  |                         |
|                  | Theobald II. ze Champagne |  |                       |                          |  |  |  |  |  |  |  |                         |
|                  |                           |  |                       |                          |  |  |  |  |  |  |  |                         |
|                  |                           |  |                       | Vilém I. Dobyvatel       |  |  |  |  |  |  |  |                         |
|                  |                           |  |                       |                          |  |  |  |  |  |  |  |                         |
|                  | Adéla z Blois             |  |                       |                          |  |  |  |  |  |  |  |                         |
|                  |                           |  |                       |                          |  |  |  |  |  |  |  |                         |
|                  |                           |  |                       | Matylda Flanderská       |  |  |  |  |  |  |  |                         |
|                  |                           |  |                       |                          |  |  |  |  |  |  |  |                         |
|                  | Adéla ze Champagne        |  |                       |                          |  |  |  |  |  |  |  |                         |
|                  |                           |  |                       |                          |  |  |  |  |  |  |  |                         |
|                  |                           |  |                       | Engelbert I. Sponheimský |  |  |  |  |  |  |  |                         |
|                  |                           |  |                       |                          |  |  |  |  |  |  |  |                         |
|                  | Engelbert II. Korutanský  |  |                       |                          |  |  |  |  |  |  |  |                         |
|                  |                           |  |                       |                          |  |  |  |  |  |  |  |                         |
|                  |                           |  |                       | Hedvika z Eppensteinu    |  |  |  |  |  |  |  |                         |
|                  |                           |  |                       |                          |  |  |  |  |  |  |  |                         |
|                  | Matilda Korutanská        |  |                       |                          |  |  |  |  |  |  |  |                         |
|                  |                           |  |                       |                          |  |  |  |  |  |  |  |                         |
|                  |                           |  |                       | Oldřich I. Pasovský      |  |  |  |  |  |  |  |                         |
|                  |                           |  |                       |                          |  |  |  |  |  |  |  |                         |
|                  | Utta z Pasova             |  |                       |                          |  |  |  |  |  |  |  |                         |
|                  |                           |  |                       |                          |  |  |  |  |  |  |  |                         |
|                  |                           |  |                       | Adéla z Frontenhausenu   |  |  |  |  |  |  |  |                         |
|                  |                           |  |                       |                          |  |  |  |  |  |  |  |                         |